# Tayfun Korkut
Tayfun Korkut, noto solo come Tayfun (Stoccarda, 2 aprile 1974), è un allenatore di calcio ed ex calciatore turco, di ruolo centrocampista.

## Carriera

### Club e allenatore
Nato in Germania da una famiglia turca, debutta tra i professionisti negli Stuttgarter Kickers nel 1994; l'anno seguente si trasferisce ai turchi del Fenerbahçe, dove rimane per cinque stagioni vincendo il campionato turco nel 1996.
Nel 2000 passa agli spagnoli della Real Sociedad, che nel 2003 arriva al secondo posto nella Primera División. Al termine di quella stessa stagione passa all'Espanyol per una stagione.
Nel 2004 torna in Turchia, per un anno al Beşiktaş e poi per uno al Gençlerbirliği, dove chiude la sua carriera calcistica. Tayfun, quindi, diventa allenatore.
Dopo molti anni da collaboratore Tayfun viene nominato tecnico dell'Hannover 96 nell'aprile 2014; la sua missione è salvare la squadra. Tayfun riesce a stabilire la permanenza in Bundesliga dell'Hannover e per questo è riconfermato anche per la successiva stagione. La stagione 2014-15 parte bene: nel girone d'andata la sua squadra è a metà classifica, quindi in una zona tranquilla. Ma nel girone di ritorno l'Hannover subisce un incredibile calo e una lunga serie negativa porta la squadra tedesca al penultimo posto in classifica. Tayfun, quindi, viene esonerato dall'Hannover e rimpiazzato da Frontzeck che salverà la squadra.
Nel giugno 2016 viene ingaggiato dal Kaiserslautern nella seconda divisione tedesca ma a fine dicembre viene esonerato.
Il 6 marzo 2017 subentra sulla panchina del Bayer Leverkusen in Bundesliga.
L'8 ottobre 2018, in seguito alla quarta sconfitta conseguita per mano dell'Hannover 96, viene esonerato dallo Stoccarda.
Il 29 novembre 2021 viene ingaggiato dall'Hertha Berlino per sostituire Pál Dárdai. Il 13 marzo 2022, con la squadra al penultimo posto in classifica, viene sollevato dall'incarico venendo sostituito dal tedesco Felix Magath, che torna ad allenare un club di Bundesliga a distanza di 10 anni dopo l'ultima esperienza sulla panchina del Wolfsburg.

### Nazionale
Ha debuttato nella nazionale turca a ventuno anni: ha partecipato ad Euro 1996 ed Euro 2000.
Complessivamente ha totalizzato 42 presenze ed una rete.

## Palmarès
- Campionato turco: 1

Fenerbahce: 1995-1996